# Abergement-le-Grand
Abergement-le-Grand là một xã của tỉnh Jura, thuộc vùng Bourgogne-Franche-Comté, miền đông nước Pháp.